# Amiază
Amiaza (sau miezul zilei) este ora la care Soarele este cel mai sus pe cer (culminație) și umbra unui obiect este, prin urmare, cea mai scurtă: ea indică, întocmai, Sudul (în Emisfera nordică) sau Nordul (în Emisfera sudică), în afara zonelor ecuatoriale cuprinse între cele două tropice.
Amiaza și ora 12 nu coincid într-un moment dat din mai multe cauze:
- ora solară avansează sau rămâne în urmă, de-a lungul anului, cu până la 16 minute, în raport cu o oră medie regulată (cf. Ecuația timpului) ;
- ora oferită de un orologiu este o oră civilă care este în vigoare în totalitatea unei țări sau teritoriu prin sistemul fuselor orare, în timp ce ora solară este locală și depinde de longitudinea observatorului;
- activarea orei de vară pentru economisirea energiei.